# Дейрут
Дейру́т — город в Египте, расположен в губернаторстве Асьют, на левом (западном) берегу Нила, примерно в 67 км к югу от города Эль-Минья и в 60 км к северу от Асьюта. Население 72 987 жителей. Христиане составляют большинство населения Дейрута.

## Известные люди
- Хафез Ибрагим
- Мохамед Мустагаб
- Фаргали Абдель Хафиз